# Nowa Kurlandia

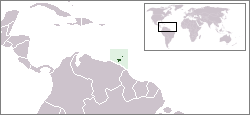
Lokalizacja Tobago

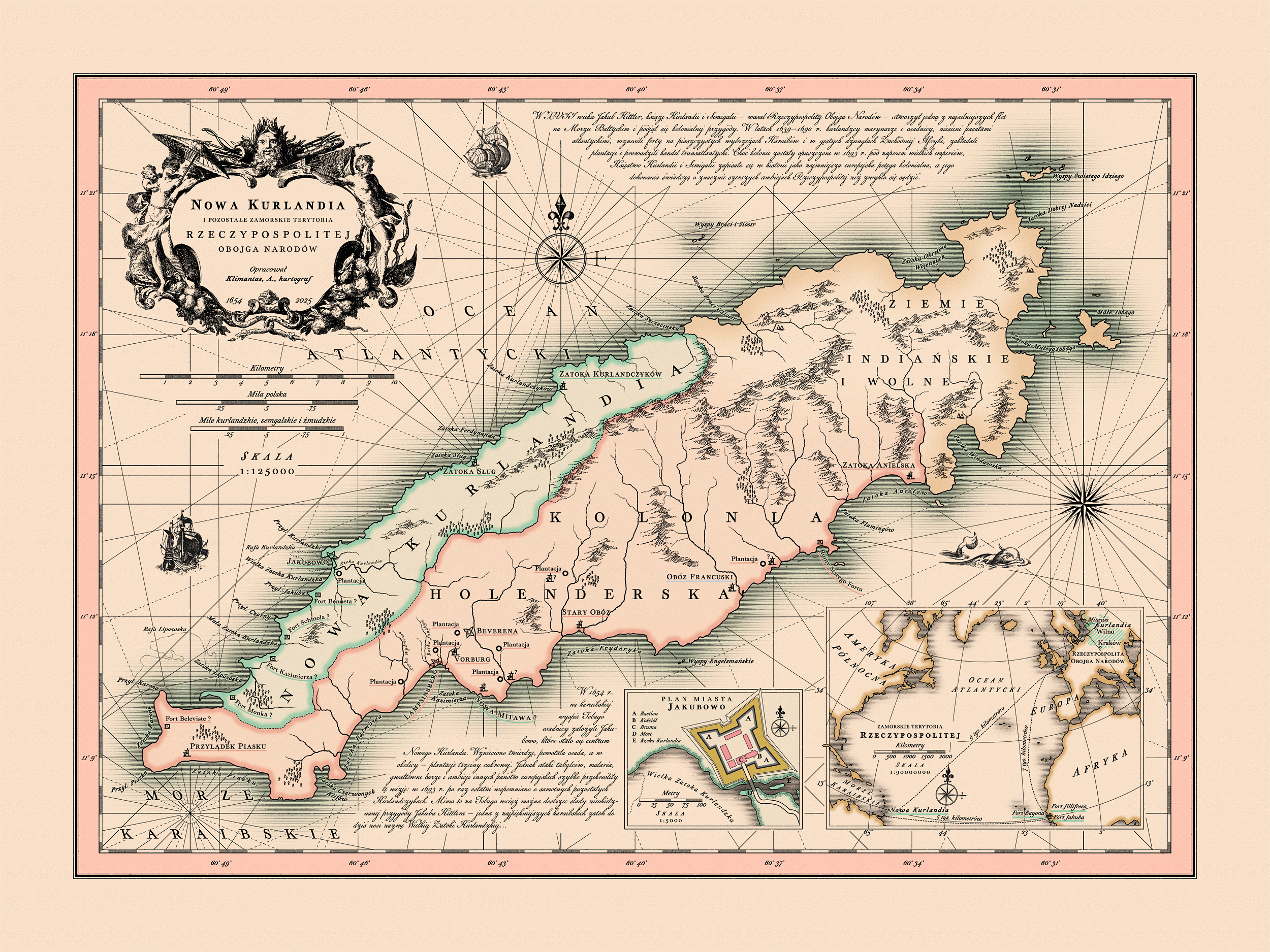
Nowa Kurlandia na wyspie Tobago

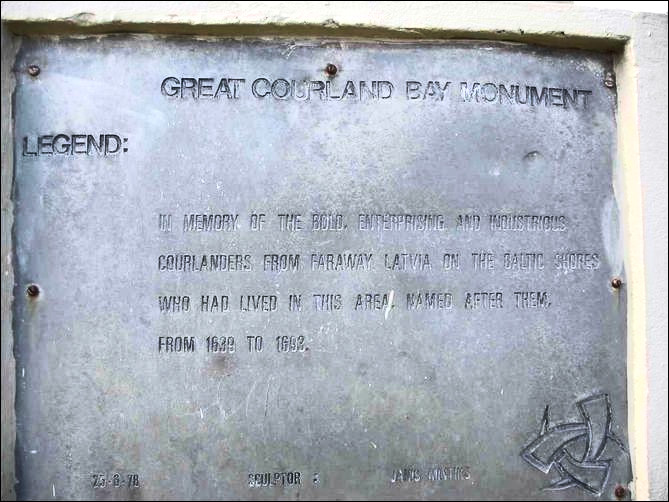
Tablica pamiątkowa w Great Courland Bay z napisem w języku angielskim „Na pamiątkę śmiałym, przedsiębiorczym i pracowitym Kurlandczykom z dalekiej Łotwy na wybrzeżach Bałtyku, którzy żyli na tej ziemi, nazwanej od ich imienia, w latach 1639 do 1693”

Nowa Kurlandia – kolonia Kurlandii (księstwa będącego lennem Rzeczypospolitej Obojga Narodów, położonego na terenie obecnej Łotwy) na wyspie Tobago w archipelagu Małych Antyli. Z tego powodu czasami Nowa Kurlandia nazywana jest kolonią Polski.
Pierwsze osiedle zostało założone przez Kurlandię w 1637, lecz szybko zostało zlikwidowane. Druga próba kolonizacji nastąpiła w 1639 i również zakończyła się niepowodzeniem, podobnie jak trzecia próba z 1642. Kolonizacja udała się dopiero za czwartym razem, kiedy to 20 maja 1654 roku przybył statek Das Wappen der Herzogin von Kurland, a jego dowódca, Willem Mollens, ogłosił wyspę kolonią o nazwie Nowa Kurlandia i założył fort (Jekabforts) i osadę (Jacobstadt – obecnie Plymouth) na północno-zachodnim wybrzeżu wyspy. W tym samym roku Holendrzy założyli na południowo-zachodnim wybrzeżu swoją kolonię zwaną Nieuw Vlissingen.  
Kolonia holenderska rozwijała się o wiele prężniej i w 1659 r. Holendrzy zajęli posiadłości kurlandzkie. Aneksja ta wynikała również z uwarunkowań politycznych w Europie i osłabienia Kurlandii w wyniku wojny polsko-szwedzkiej. Po zakończeniu wojny, na mocy pokoju oliwskiego z roku 1660, Kurlandia odzyskała swoje posiadłości na wyspie, jednak już w 1666 opuściła Tobago. Ponownie Kurlandczycy zajmowali części wyspy w 1668 roku, od lipca 1680 do marca 1683 i od czerwca 1686 do maja 1690 roku. Kurlandia zgłaszała formalne roszczenia do wyspy aż do III rozbioru Polski z 1795 roku, kiedy sama stała się częścią Rosji. 
Okres zasiedlania Tobago przez Kurlandczyków:
1. 1637 – pierwsza kolonizacja – nieudana
2. 1639 – druga kolonizacja – nieudana
3. 1642 – trzecia kolonizacja – nieudana
4. 1654–1659 – czwarta kolonizacja – udana
5. 1660–1666 – piąta kolonizacja – odzyskanie posiadłości na wyspie, udana
6. 1680–1683 – dziesiąta kolonizacja – udana
7. 1686–1690 – jedenasta kolonizacja – udana

Gubernatorzy kurlandzcy na Tobago:
| L.p. | Imię i nazwisko            | Objął urząd | Złożył urząd |
| ---- | -------------------------- | ----------- | ------------ |
| 1.   | Edward Marshall            | 1642        | 1643         |
| 2.   | Cornelius Caroon           | 1643        | 1650         |
| 3.   | Adrien Lampsius            | 1654        | 1654         |
| 4.   | William Molleyns           | 1654        | 1655         |
| 5.   | Hubert de Beveren          | 1655        | 1658         |
| 6.   | Christopher von Kayserling | 1658        | 1658         |
| 7.   | brak danych                | 1658        | 1677         |
| 8.   | brak gubernatora           | 1677        | 1680         |
| 9.   | brak danych                | 1680        | 1684         |
| 10.  | brak gubernatora           | 1684        | 1795         |